# Station Lubajny
Station Lubajny is een spoorwegstation in de Poolse plaats Lubajny.